# Ouro Guiré
Ouro Guiré est une commune rurale du Mali, dans l'arrondissement central de Ténenkou, le cercle de Ténenkou et la région de Mopti.

## Histoire
En novembre 2016, les élections municipales ne peuvent pas se tenir dans la commune pour des raisons de sécurité.

## Villages
La commune compte 15 localités relevées lors du recensement général de 2009. 
Les villages les plus peuplés sont :
- Koubi (1 019 habitants)
- Sangha (925 habitants)
- Roundé (763 habitants)